# Milichiella triangula
Milichiella triangula är en tvåvingeart som beskrevs av Irina Brake år 2009. Milichiella triangula ingår i släktet Milichiella och familjen sprickflugor. Inom Milichiella tillhör arten artgruppen Argentea.

## Utbredning
Artens utbredningsområde är ön Sri Lanka.

## Utseende
Kroppslängden är 3,5 mm och vinglängden 2,9 mm. Kropp och huvud är svarta och vingarna är genomskinliga med ljusbruna vener. Hannarna har svarta halterer.

## Levnadssätt
Inget är känt om artens levnadssätt.